# Acontias lineatus
Acontias lineatus е вид влечуго от семейство Сцинкови (Scincidae). Видът не е застрашен от изчезване.

## Разпространение и местообитание
Разпространен е в Намибия и Южна Африка.
Обитава места с песъчлива и суха почва.

## Описание
Популацията на вида е стабилна.